# Augustin Oestreich
Augustin Oestreich (* 1. Dezember 1807 in Oberbimbach; † nach 1855 in Ashland, Pennsylvania, USA) war ein deutscher Orgelbauer. Er wanderte 1855 nach Pennsylvania in den USA aus.

## Familie
Augustin Oestreich war der jüngste von drei Söhnen des Orgelbauers Johann Georg Oestreich (* 2. Februar 1770 in Oberbimbach; † 28. Februar 1858 ebenda) aus dessen 1798 geschlossenen Ehe mit Margarete geb. Faust. Alle drei Söhne wurden ebenfalls Orgelbauer und waren somit Mitglieder der vierten von fünf Generationen von Orgelbauern der Familie Oestreich.
Nach dem Tod seines Bruders Adam Joseph (1799–1843) heiratete er 1844 dessen Witwe Margarete geb. Gärtner (1805–1857) und kümmerte sich somit um deren und seines Bruders Kinder Monika (* 1829), Emil Michael (* 1832), Maximilian (* 1834), Maurus (1836–1912), Mathilde (* 1838) und Damian (1843–1913). 1855 wanderte er mit zwei seiner vier Stiefsöhne, Maximilian (Max) und Maurus (Morris, Maurice), in die USA aus. Sie ließen sich dort in dem 1850 gegründeten und 1857 inkorporierten Ort Ashland, in Pennsylvania nieder und betrieben eine Orgel- und Holzbauwerkstatt im benachbarten Pottsville. Damian (Daniel) Oestreich folgte ihnen im Jahre 1859.

## Wirken

Orgel in Ützhausen

Augustin Oestreich lernte bei seinem Vater und arbeitete in dessen Werkstatt in Oberbimbach. Er und seine beiden Brüder, Adam Joseph und Michael (1802–1838), waren 1826–1828 bei ihres Vaters Bau der Orgel in der Kirche St. Laurentius in Großkrotzenburg beteiligt. Neben vielen Orgelreparaturen führte Augustin Oestreich auch einige Neubauten aus. 1832 baute er ein zweites Manualwerk in die Orgel in der Stiftskirche St. Johannes der Täufer in Amöneburg, und 1838 beteiligte er sich beim Orgelbau seines Vaters in Michelsrombach. 1844 vollendete er die von seinem verstorbenen Bruder Adam Joseph begonnene Orgel in Oberbimbach. 1845 baute er die Orgel in der evangelischen Dorfkirche von Ützhausen, die noch heute nahezu unverändert erhalten ist, 1844–1847 die mit 23 Registern in der Propstei Johannesberg, deren Disposition noch von seinem Bruder entworfen worden war. Seine letzte in Deutschland gebaute Orgel war die 1852 in der Michaelskirche in Fulda gebaute, die aber wegen Unzulänglichkeiten schon drei Jahre später durch einen Neubau seines Neffen und Stiefsohns Emil Michael Oestreich ersetzt wurde. Ob er auch in den USA noch Orgeln baute, ist bisher unbekannt.

## Nachfolger
Seine Stiefsöhne Maximilian (Max) und Maurus (Morris) übernahmen die Werkstatt in Pottsville („Oestreich & Brother Organ & Melodion Manufactory“, Pottsville, Pa., Max Oestreich, proprietor) und bauten Orgeln, Häuser und, da sie sich inmitten eines Steinkohlebergbaureviers befanden, schließlich auch Grubenstempel und Kohlebrecher.
Mehrere von ihnen gebaute Orgeln sind bekannt: von Maurus Oestreich stammten die 1870 eingeweihte, nicht mehr erhaltene Orgel in der Columbia Avenue Methodist Episcopal Church in Philadelphia sowie die Orgeln in der St. Bonifacius Church in Saint Clair und in weiteren katholischen Kirchen in Pottsville und Umgebung. Von Max Oestreich ist bisher nur die 1872 fertiggestellte Orgel in der katholischen St. John Baptist Church in Pottsville bekannt. Wahrscheinlich war es aber ebenfalls Max, der die Orgel in der ersten, 1838–1842 erbauten und Ende der 1870er Jahre durch einen 1880 eingeweihten Neubau ersetzten First Presbyterian Church in Pottsville herstellte.